# RAINBOW (LEGO BIG MORLの曲)
『RAINBOW』（レインボー）は、2014年4月30日に発売されたLEGO BIG MORLの8枚目のシングルである。

## 収録曲
1. RAINBOW
  - TVアニメ『ブレイドアンドソウル』エンディングテーマ
2. 絶望は希望よりも美しい
3. Star+？